# Classique Dunkerque 2025
De eerste editie van de Classique Dunkerque werd verreden op 13 mei 2025, voorafgaand aan de Vierdaagse van Duinkerke. De 149 deelnemers startten in Duinkerke en finishten 193,5 kilometer later in Lens. De wedstrijd maakte deel uit van de UCI ProSeries, met de categorie 1.Pro. De Duister Pascal Ackermann behaalde zijn eerste overwinning in twee seizoenen, voor de Eritreër Biniam Girmay en de Italiaan Alberto Dainese.

## Uitslag
| Plaats  | Naam                 | Ploeg                      | tijd     |
| ------- | -------------------- | -------------------------- | -------- |
| Winnaar | Pascal Ackermann     | Israel-Premier Tech        | 4u14'55" |
| 2       | Biniam Girmay        | Intermarché-Wanty          | z.t.     |
| 3       | Alberto Dainese      | Tudor                      | z.t.     |
| 4       | Arnaud Démare        | Arkéa-B&B Hotels           | z.t.     |
| 5       | Bryan Coquard        | Cofidis                    | z.t.     |
| 6       | Cees Bol             | XDS Astana                 | z.t.     |
| 7       | Tobias Lund Andresen | Picnic PostNL              | z.t.     |
| 8       | Emilien Jeannière    | TotalEnergies              | z.t.     |
| 9       | Matthew Walls        | Groupama-FDJ               | z.t.     |
| 10      | Jon Aberasturi       | Euskaltel-Euskadi          | z.t.     |
| 11      | Mike Teunissen       | XDS Astana                 | z.t.     |
| 12      | Erlend Blikra        | Uno-X Mobility             | z.t.     |
| 13      | Patrick Eddy         | Picnic PostNL              | z.t.     |
| 14      | Axel Huens           | Unibet Tietema Rockets     | z.t.     |
| 15      | Pierre Gautherat     | Decathlon AG2R La Mondiale | z.t.     |
| 16      | Nils Eekhoff         | Picnic PostNL              | z.t.     |
| 17      | Alex Molenaar        | Caja Rural-Seguros RGA     | z.t.     |
| 18      | Leander Van Hautegem | Wagner Bazin WB            | z.t.     |
| 19      | Arne Marit           | Intermarché-Wanty          | z.t.     |
| 20      | Ronan Augé           | CIC-U-Nantes               | z.t.     |